# Josep Villalbí i Verge
Josep Villalbí i Verge (Godall, Montsià, 1 d'octubre de 1880 - Bellcaire, França, 7 de març de 1940), fou un polític català i alcalde d'Amposta.
El 14 de gener de 1934 es va presentar a les eleccions municipals pel Front d'Esquerres, que perden les eleccions. Malgrat tot, Villalbí és triat com a regidor d'Esquerra Repúblicana de Catalunya en l'ajuntament que es constitueix el 25 de maig d'aquell mateix any. El 6 d'octubre de 1934, just després que el president de la Generalitat Lluís Companys i Jover proclamés l'Estat Català, Villalbí participa en el conat revolucionari a Amposta, on és un dels encarregats d'arrestar i traslladar amb cotxe, i a punta de pistola, a Joan Palau i Miralles, al seu fill i al director de l'oficina de Correus de la ciutat fins a la frontera amb Castelló. Quan els Fets del 6 d'octubre fracassen, el dia 15 d'aquell mateix mes l'empresonen, juntament amb el seu gendre Francisco Vidal Luna i amb trenta ampostins més, al vaixell Manuel Arnús, que restava ancorat al port de Tarragona. Després de dos mesos tots foren alliberats, sense que ningú hagués estat sotmès a cap consell de guerra.
Dos anys més tard, el 16 de febrer de 1936 el Front d'Esquerres guanya les eleccions, i es rehabiliten els regidors suspesos l'any 1934. Així, el 19 de febrer de 1936 Villalbí passa a ocupar l'alcaldia d'Amposta, acord que es referma l'11 de març, quan és escollit amb vuit vots a favor i 1 únic vot en blanc. Exercí d'alcalde fins al 14 d'octubre de 1936, quan es constitueix el primer Comité Revolucionari a la ciutat. Ocupà diferents càrrecs al consistori el maig de 1938.
El 2 de maig de 1938, Villalbí i la seva família marxen a Barcelona. L'endemà, ja a la capital, rep un salconduit que li permetrà travessar la frontera, malgrat que en arribar a França la família es dispersa. Finalment, 7 de febrer de 1939 rep un altre salconduit, aquest cop de l'estat francès, que el reconeix com a refugiat polític. No serà fins al gener de 1940 que es tornar a reunir tota la família a Bellcaire, on està enterrat al cementari de la localitat, juntament amb la família Albiol.